# René Zingraff
René Zingraff, né le 27 octobre 1936 à Créhange et mort le 12 juin 2025 à Vichy,, est un ingénieur et chef d'entreprise français.

## Biographie
D'origine lorraine, René Zingraff entre à la manufacture du groupe Michelin en 1963 comme ingénieur chimiste. Il devient ami avec François Michelin qui dirige le groupe auvergnat.

### Co-dirigeant de Michelin
Bien que n'étant pas membre de la famille Michelin, il est nommé co-gérant du groupe aux côtés de François Michelin et de François Rollier. En 2002, il co-dirige le groupe avec Édouard Michelin, devenu cogérant en 1991.
Il part à la retraite en mai 2006 après 43 ans de carrière au sein de l'entreprise et est remplacé à son poste par Michel Rollier,.

### Autres
René Zingraff est réélu en 2008 au poste de premier vice-président de la Chambre de commerce et d'industrie de Clermont-Ferrand.
Il préside la Fondation de l'Institut français de mécanique avancée de 2006 à 2015.